# Eriocaulon tenuifolium
Eriocaulon tenuifolium är en gräsväxtart som beskrevs av Johann Friedrich Klotzsch och Friedrich August Körnicke. Eriocaulon tenuifolium ingår i släktet Eriocaulon och familjen Eriocaulaceae. Inga underarter finns listade i Catalogue of Life.